# Faille de Logan

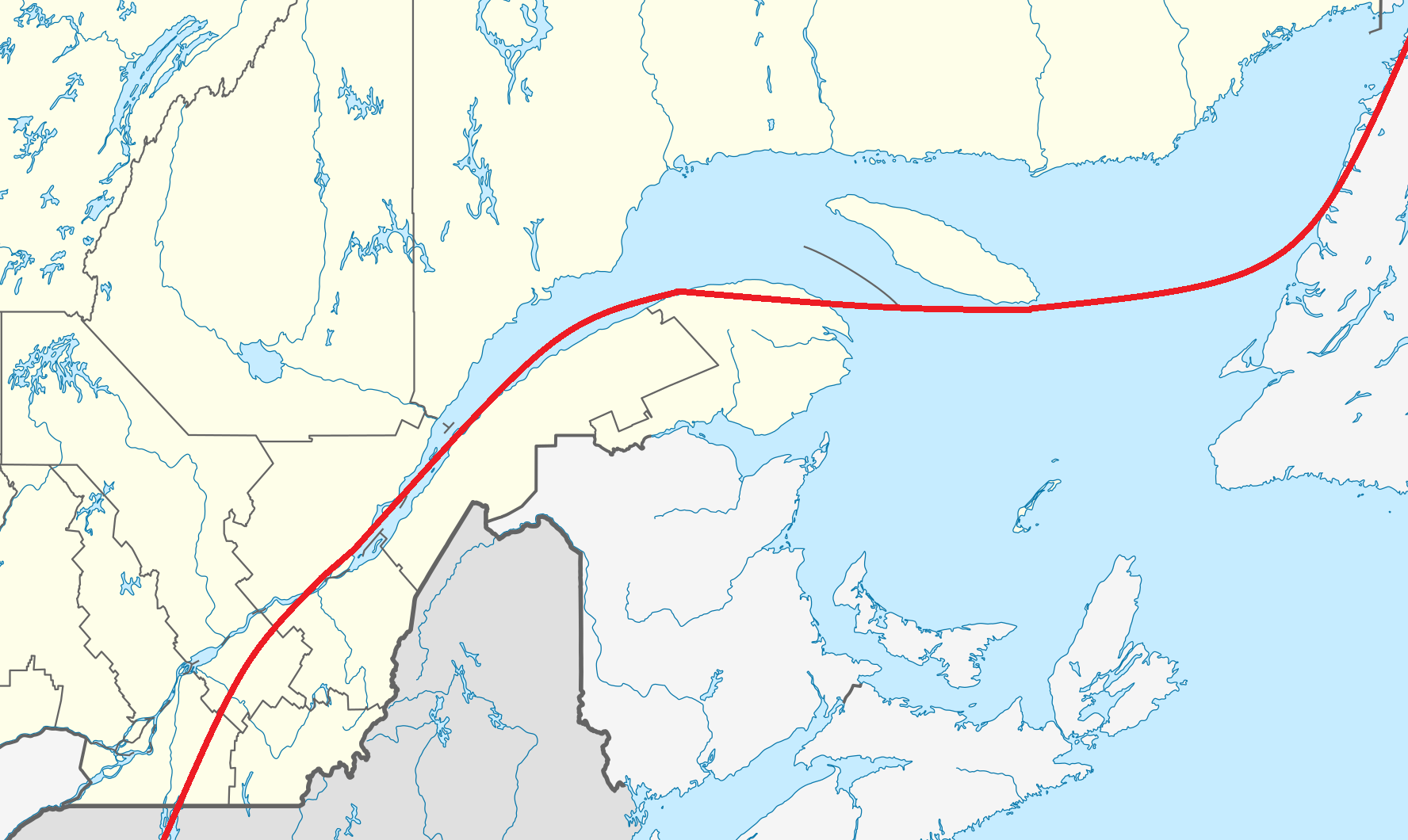
Faille de Logan (en rouge)

La faille de Logan ou ligne Logan est une faille géologique de chevauchement s'étendant du lac Champlain jusqu'au golfe du Saint-Laurent, marquant la frontière entre la chaîne de montagnes des Appalaches et la plate-forme du Saint-Laurent. Bien qu'elle se trouve au centre de la zone sismique du rift du Saint-Laurent, elle n'est pas reliée directement à l'activité sismique sur son parcours.

## Localisation
La faille débute dans les environs du lac Champlain. Elle traverse le sud du Québec en se dirigeant vers le nord-est. Elle traverse le fleuve Saint-Laurent entre Saint-Nicolas (Lévis) et Cap-Rouge (Québec). Elle longe le nord de la colline de Québec, puis le nord de l'île d'Orléans. Elle poursuit ensuite sa route en manœuvrant au centre du fleuve Saint-Laurent. Elle touche la pointe nord de la Gaspésie, puis passe au sud de l'Île d'Anticosti, au nord des Îles de la Madeleine et remonte vers le détroit de Belle Isle,.

## Histoire
La faille apparaît il y a 600 à 450 millions d'années. Elle est très active lors de la formation des Appalaches, dont elle est le front structural glissant sur le bouclier canadien. Elle est cependant totalement stabilisée depuis le Dévonien avec la fin de la formation de la chaîne. Son existence est révélée vers le milieu du XIXe siècle par Sir William Edmond Logan, fondateur et premier directeur de la Commission géologique du Canada.